# Gas i Stockholm

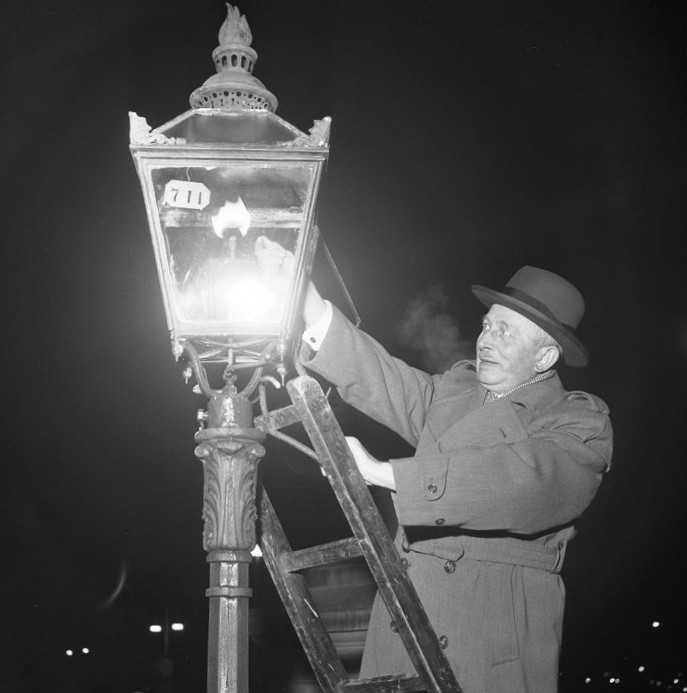
"Lyktgubben" Gustav A. Hallqvist tänder sin sista lykta på Norrbro i samband med 100-årsjubileet för gas i Stockholm den 18 december 1953.

Gas i Stockholm har använts sedan 1850-talet och till en början matades bara stadens lanternor med det nya mediet. I december 1853 tändes den första gaslyktan med stadsgas från ett eget gasverk i Stockholm och i januari 1854 fanns 900 gaslyktor i innerstaden. Att bygga gasverk och anlägga ett ledningsnät för distributionen var ett av de stora infrastrukturprojekten i slutet av 1800-talet i Stockholm som skedde samtidigt med utbyggnaden av vattenledningsnätet och elektricitetsnätet. I staden fanns flera gasklockor för lagring av gas.
Först en bit in på 1900-talet användes gasspisar i stockholmarnas kök, därefter användes stadsgas även som uppvärmningsbränsle. Fram till 1971 framställdes stadsgasen genom pyrolys av kol. Därefter har gasen producerats genom omvandling av lättbensin, en process som också kallas spaltning och anläggningen för detta ändamål kallades därför spaltgasverk. Sedan januari 2011 matas Stockholms gasnät med en blandning av naturgas, luft och biogas. 

## Historik

### Gatubelysningen på 1700- och 1800-talen
Tillkomsten av Stockholms stadsgas har mycket att göra med Stockholms gatubelysning. I gamla Stockholm var det mörkt i staden och man gav sig helst inte ut på gatorna efter mörkrets inbrott. 1697 placerade man ut lanternor runt om på Riddarholmen, men först 1749 kom den första kungliga förordningen om allmän gatuljushållning. Till en början var det husägarnas plikt att sköta om tändning, släckning och övrig skötsel. Den vanligaste typen av sådana gatlyktor var det så kallade ”vargögat”, som gav en mycket begränsad ljusradie. Ännu i mitten av 1820-talet var gatornas belysning så undermålig att överståthållarämbetet hotade med böter för den som efter klockan elva på kvällen vistades utomhus, utan att medföra ”lysande handlykta”, trots att det fanns ungefär 3 500 gatlyktor i Gamla stan samt Norr- och Södermalm.

### Gaslysnings-aktie-bolaget

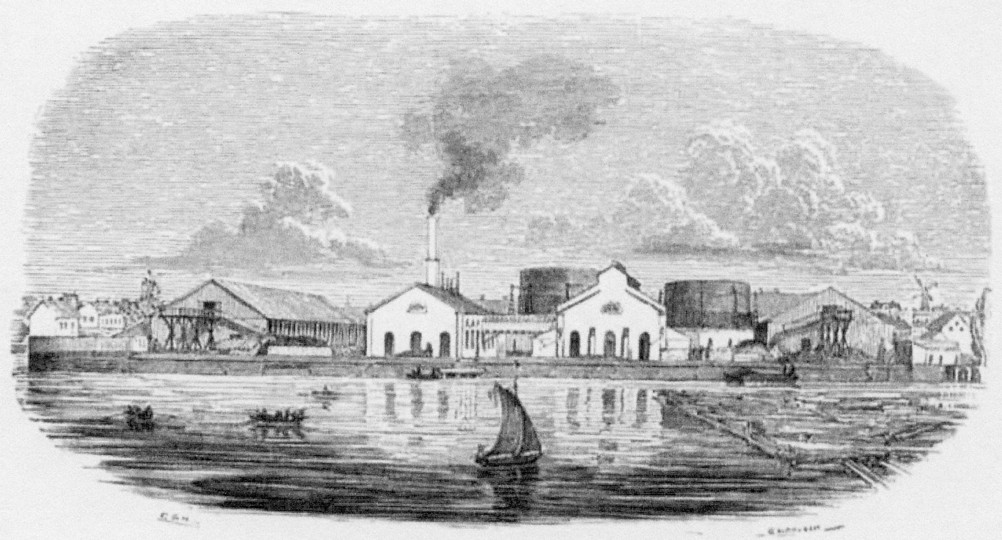
Gaslysnings-aktie-bolagets "Klaragasverk", illustration från 1855

Den första gatubelysningen med gas demonstrerades i Paris 1801 och det första kommersiella gasverket byggdes 1812 i London av London and Westminster Gas Light and Coke Company, där tändes nyårsdagen 1813 de första gaslyktorna på Westminster Bridge. I Tyskland anlades det första gasverket 1826 i Hannover. 
År 1824 erbjöd sig ett engelskt gaskompani att i Stockholm inrätta ett gasverk och förse hela staden med gasbelysning, men ”saken rönte motstånd, framkallad af misstroende och åtskilliga ogrundade betänkligheter”, hette det i ”Svenska Tidningen”.  
År 1848 väcktes frågan igen om en gasbelysning i Stockholm. Som expert på området hade man samma år engagerat fransmannen Jules Danré, som verkade som gasingenjör i London. Han fick uppdraget att uppsätta en plan och ett kostnadsförslag till ”införande af gaslysning härstädes”. Kostnadsförslaget för gasverket med alla erforderliga apparater, gasklockor, ledningsnät och gatlyktor belöpte sig på 40 000 pund sterling.
I maj 1849 fattades beslutet om att införa gasbelysning i Stockholm, fram till dess var stadens gatlyktor övervägande oljelampor. Gaslysnings-aktie-bolaget i Stockholm började sin verksamhet 1852 och företaget övertog den ”allmänna lyshållningen”, dels med gas och dels med olja. Samma år började byggnadsarbeten av Stockholms första gasverk på en del av Klara sjö som bestod av diverse utfyllnader som man idag skulle beteckna som en soptipp. Då hade både Göteborg (1846) och Norrköping (1851) hunnit före Stockholm att skaffa gasverk. Gasbolaget förpliktade sig att inom två och ett halvt år att fullborda den första etappen av gatubelysningen inklusive rörledningar, väl tilltagna för senare utbyggnad och bolaget uppfyllde sin plan.

### Klaragasverket

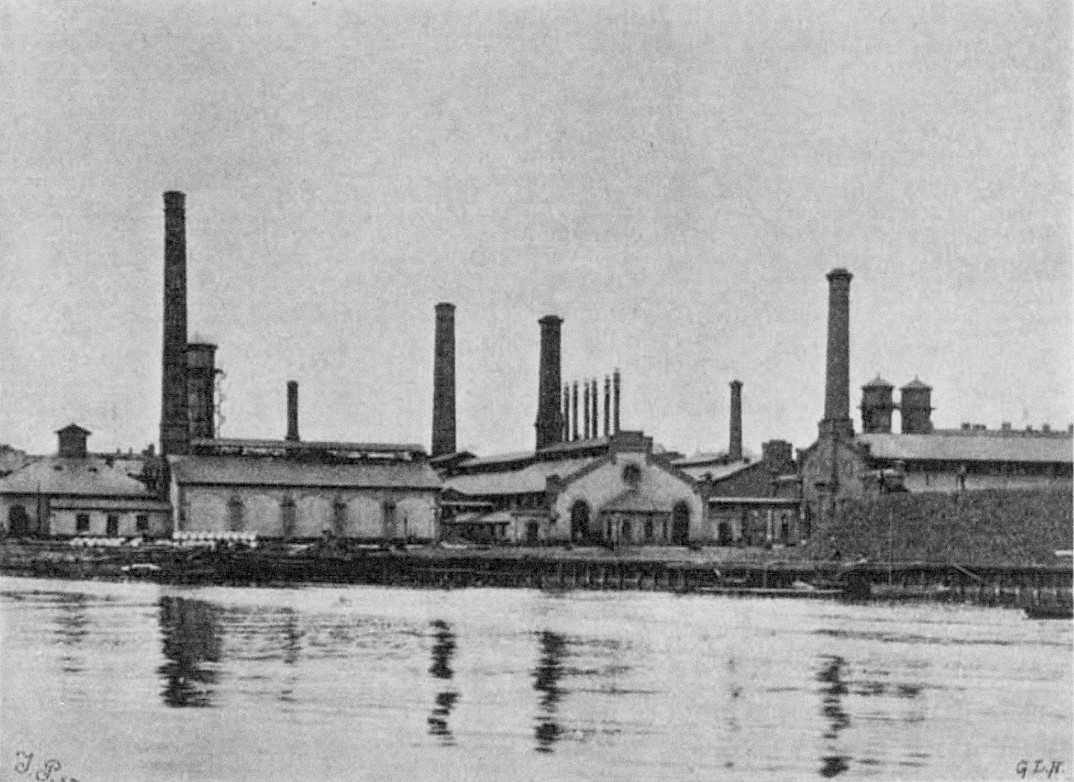
Klaragasverket omkring 1880

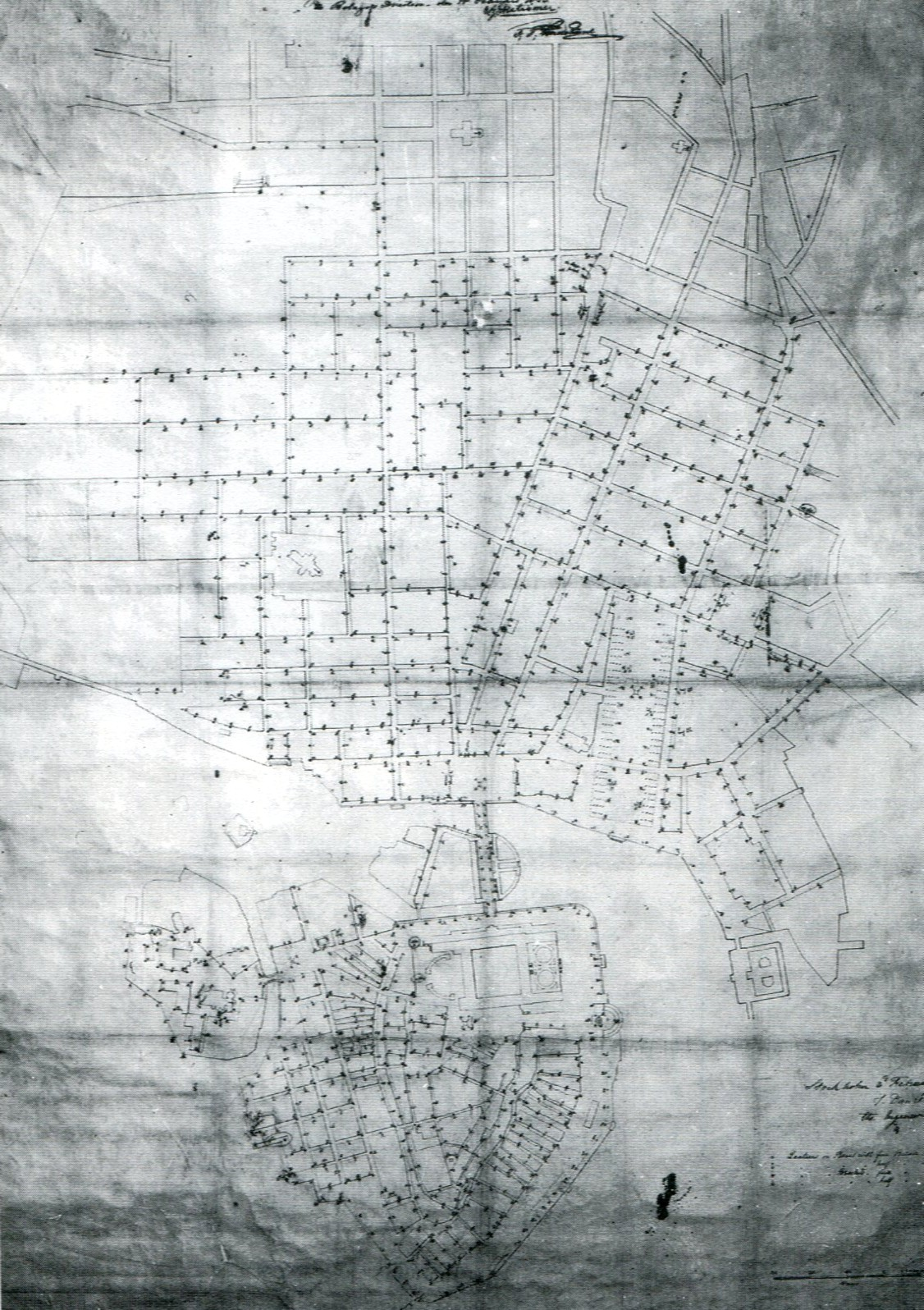
Karta över de 900 gaslyktorna i Stockholms innerstad, februari 1853.

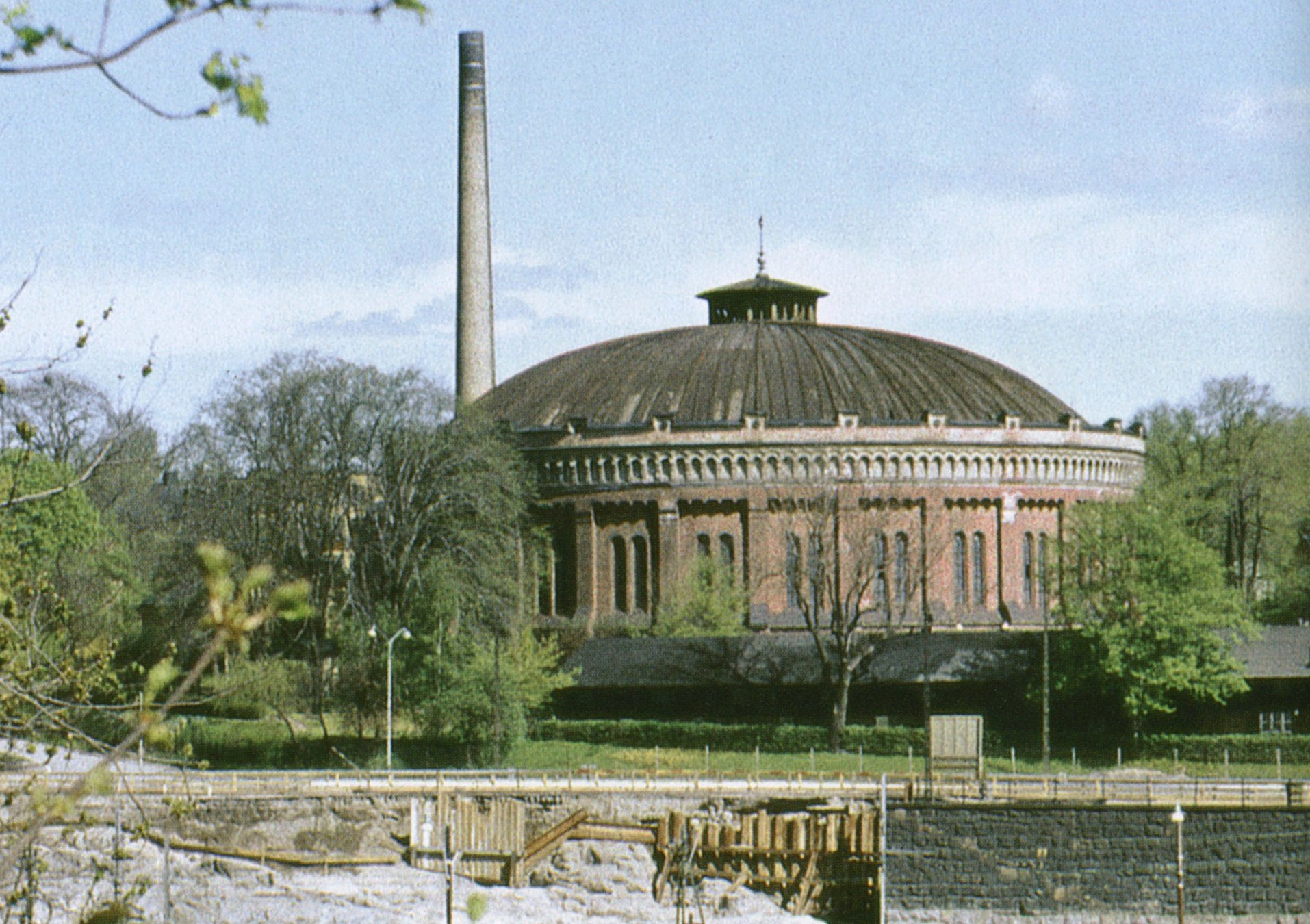
Gasklockan vid Sabbatsberg 1960-tal

Tomten vid Klara sjö krävde omfattande grundförstärkningar med pålning och påfyllnad med grus innan byggarbetena kunde börja. År 1852 började byggnadsarbetena och 1853 invigdes Klaragasverket. Den 18 december 1853 tändes den första gaslyktan på Norrbro. I januari 1854 fanns gasbelysningen i Klara, Jakobs och Nikolai församlingar. Gasverket vid Klara sjö fick dock snart inkörningsproblem och leveranssvårigheter, tillbyggnader och ombyggnader blev aktuella samt en ny gasklocka. Det dröjde därför till 1860 innan gasbelysningen kom till stadens övriga delar.
Gasen tillverkades genom pyrolys (även kallad torrdestillation) av stenkol och det var just det stora kolupplaget som krävde en annan placering, valet föll på Värtahamnen. Här anlades en ny lossningshamn och en kolgård på 13 000 m², därifrån fraktades sedan kolet med järnväg till Klaragasverket. 
När verket hade fått ordning på sin gasproduktion ökade gasförbrukningen stort under artonhundratalets sista hälft. I början av 1880-talet försåg gasverket ca 4 000 gatlyktor runt om i staden med gas och årsproduktionen hade stigit till 7,3 miljoner m³. Vid tiden för Allmänna konst- och industriutställningen 1897 fanns omkring 6 600 gaslyktor i staden som sköttes av cirka 140 man. Förutom gasen producerades koks som en biprodukt vid gasproduktionen, denna såldes som bränsle. I oktober 1878 blev löjtnanten vid väg- och vattenbyggnadskåren Adolf Ahlsell chef för verket, då hade han redan varit anställd som ingenjör i några år. Han fick behålla sin tjänst när staden tog över driften av Klaragasverket och han skulle senare även bli överingenjör för Värtagasverket.
År 1877 avslog stadsfullmäktige en begäran från gasverket om en förlängning av lyshållningskontraktet med tio år. Vid koncessionstidens utgång 1884 övergick gasverket i staden ägo. Från och med nu besörjdes Stockholms offentliga belysning och driften av Klaragasverket. Verket hade under åratal släppt ut stora mängder miljöfarliga organiska ämnen och metaller, varav en stor mängd hamnade i Klara sjö, vilken ännu idag är starkt förorenad. Verket orsakade även stora utsläpp av ammoniak och koldioxid. 
Under samma tid vid 1800-talets utgång kom ett annat nytt energislag att diskuteras, elektriciteten. År 1887 väcktes tankar om att bygga en anläggning för elektrisk belysning av Norrmalm och den 1 september 1892 kördes Stockholms första elektricitetsverk, Brunkebergsverket, vid Regeringsgatan igång, med hjälp av ackumulatorbatterier fick man 1 024 glödlampor att lysa.

### Värtagasverket

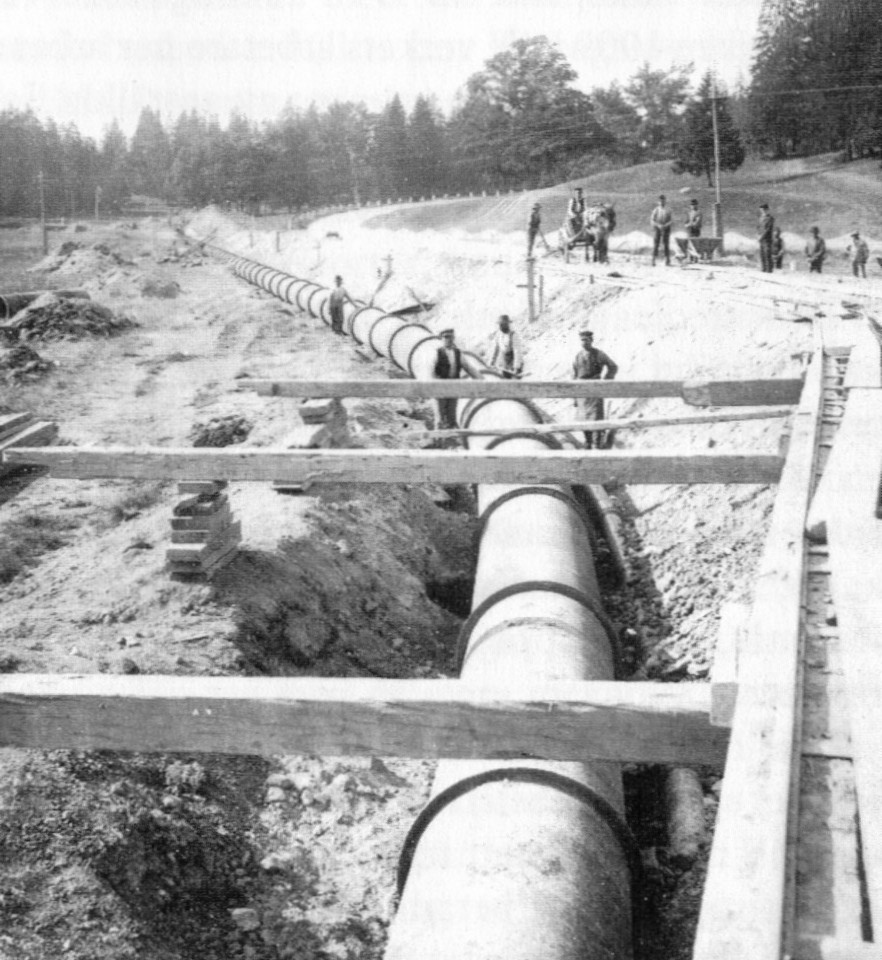
Huvudgasledning med en diameter på 90 cm läggs ut vid Värtan, juli 1893.

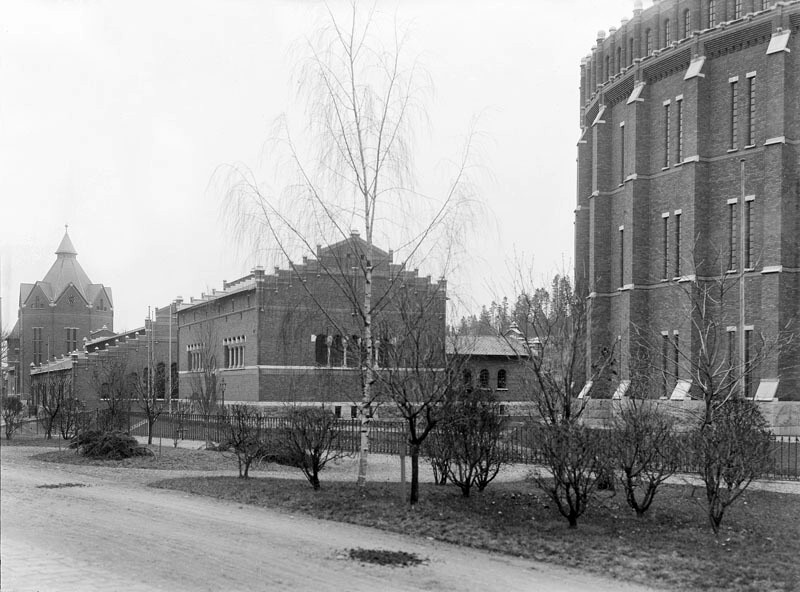
Värtagasverket 1903

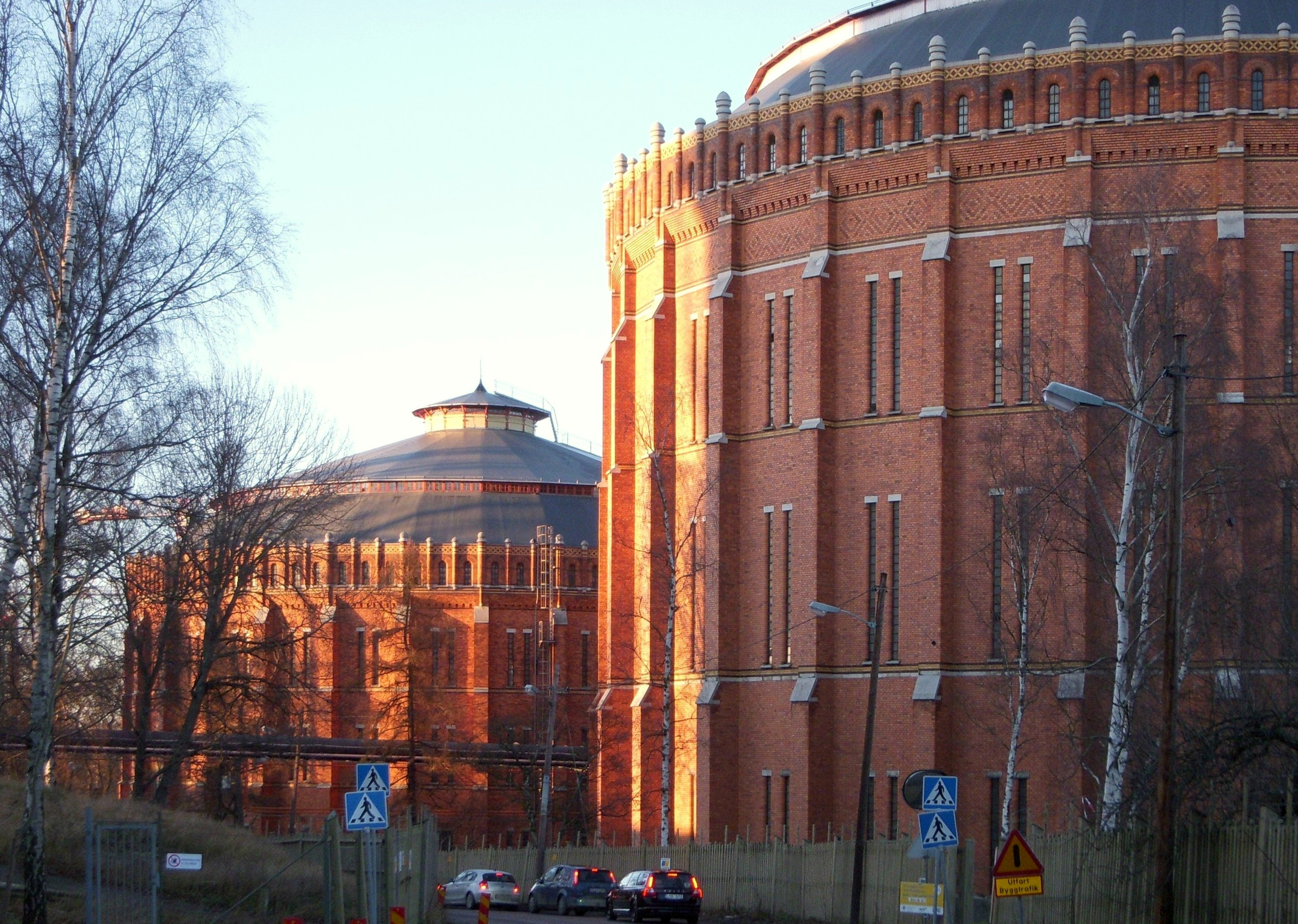
Ferdinand Bobergs gasklockor nr 1 och 2 i Hjorthagen, 2011.

När tidpunkten för Klaragasverkets ytterligare utvidgning kom väcktes tanken att anlägga ett helt nytt gasverk i dåvarande Hjorthagen inom Kungliga Djurgården, intill Husarviken och Lilla Värtan. Planerna för nya verket, Värtagasverket, uppgjordes med hänsyn till att Klaragasverket i en framtid kommer att läggas ner och med tanke på ett ökande gasbehov av staden de närmaste 20 till 25 åren. 
Värtagasverket disponerade ett område på 17 hektar mark söder om Husarviken. På grund av terrängens höjdskillnader anlades verket i tre olika höjdplan. Det byggdes även en egen kolhamn med ett djup på sju meter under medelvattenståndet. Kol-lossningsapparaten bestod av tre ångdrivna svängkranar med tillhörande ångmaskiner. Därifrån transporterades kolet med två linbanor till verkets kolfickor.
Den första av fyra byggnadsetapper av Värtagasverket var klar den 26 oktober 1893, då kunde man producera 240 000 m³ gas per dygn. Den 6 november matades den första gasen ut till staden. Till överingenjör vid gasverket antogs Adolf Ahlsell som redan tidigare hade varit chef för Klaragasverket. Arkitekt för byggnaderna var Ferdinand Boberg, i ursprungsplanen ingick fyra gasklockor, bara två blev förverkligade. 
År 1904 flyttade gasverkets administration tillsammans med Stockholms vattenledningsverk till sin nya byggnad vid Torsgatan på Norrmalm, även den hade ritats av Boberg. Vid Värtagasverket fanns ursprungligen fem gasklockor varav tre fortfarande var i drift kring år 2000. Den största, som syntes långt över staden, byggdes 1932, revs vintern 2017-2018 och rymde 200 000 m³ gas. 
Det anlades även en ny arbetarstadsdel nära verket som fick namnet Hjorthagen. Gasverket hade också påbörjat en reklamkampanj för att upplysa allmänheten om nya gas- och eldrivna produkter och en offentlig utställningslokal inrättades för detta ändamål. 
Successivt tog Värtagasverket över produktionen från Klaragasverket där driften upphörde 1919, och nedlades definitivt 1922. Det hade då i många år endast varit ett reservsystem för Klaraverket.

### Gasanvändningen på 1900-talet

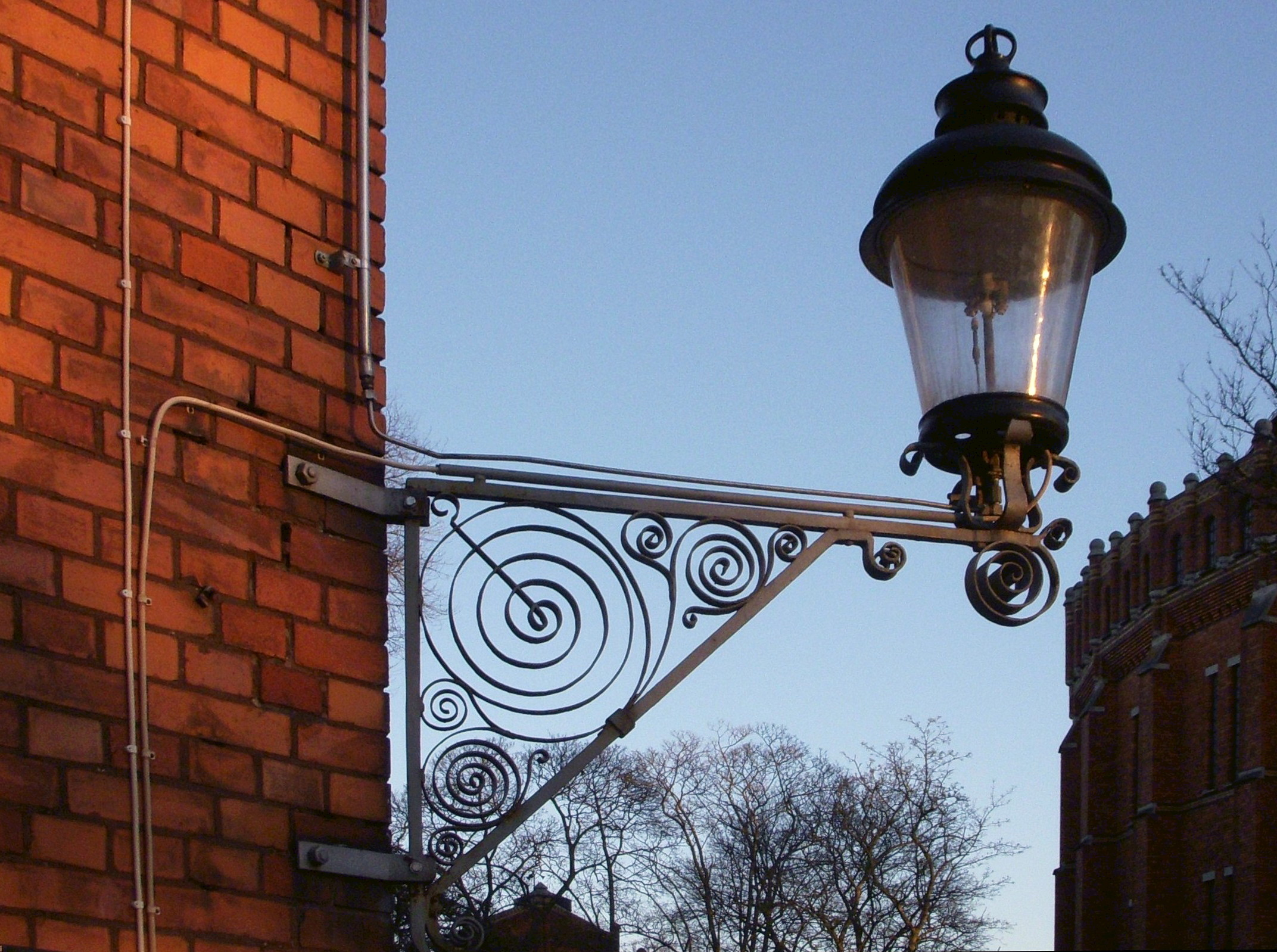
Gaslykta vid Värtagasverket.

Staden var upplyst, med undantag för några år under första världskriget, då det var släckt på Stockholms gator. Det berodde främst på problem med kolleveranser som kom huvudsakligen från Polen.
Gasen användes ursprungligen huvudsakligen till belysning såväl utomhus som inomhus. Gasspisar och gas till uppvärmning användes alltmer i takt med att nya bostadsområden producerades, främst inom stadsdelen Östermalm. Det var dock först en bit in på 1900-talet som gasspisen slog igenom på allvar. Gaslyktor och lyktgubbar fanns kvar fram till 1940-talet i Stockholm. En av de sista lykttändarna var Gustav Adolf Hallqvist som tände sin sista lykta inför pressen på Norrbro den 18 december 1953, till 100-årsjubileet av den första gaslyktan på samma plats, men då var Hallqvist redan pensionär. De få gaslyktor som finns idag i staden är mera till prydnad och de matas med gas från gasoltuber. Gaslyktan "Carlssons lykta" på Stureplan matas dock med ledningsburen stadsgas.
Under andra världskriget hade Värtagasverket åter stora problem med minskad tillgång av kol och ökat gasbehov på grund av de kalla vintrarna under 1940-talet. Efter 1950 ökade efterfrågan starkt. Gaspannor för uppvärmning och varmvattenberedning blev mycket populära, och verket fick utöka och förfina sin produktion för att klara av den stora efterfrågan. År 1955 hade verket sin största produktion någonsin, då 174 miljoner m³ gas tillverkades. Vid toppåren under 1950-talets andra hälft fanns i Stockholm 259 000 gasmätare, 224 000 gasspisar och ledningsnätet sträckte sig 939 km.
Gasnätet fanns inte bara i stadens centrala delar utan hade långa förgreningar till förorter som Vällingby, Hammarbyhöjden, Hagsätra, Bandhagen, Hägersten och Aspudden, liksom till Solna stad och Sundbybergs stad. Även villa- och radhusområden i Väster- och Söderort fick gas för uppvärmning och/eller matlagning från Värtagasverket. Ett exempel var radhusområdet vid Riksrådsvägen (byggt 1953-1956), där man trots högre gaspris (jämfört med oljepriset) installerade gasdrivna spisar, pannor och varmvattenberedare. Man menade att prisförändringar på marknaden skulle komma att utjämna skillnaden mellan gas- och oljepriset. Idag är området anslutet till fjärrvärme. 
Den ökande trenden till gasanvändning varade dock inte länge och efterfrågan av koks, som varit en ekonomiskt mycket viktig biprodukt vid gastillverkning, minskade starkt. Istället installerades alltfler oljepannor som ersatte de kokseldade pannorna vid uppvärmning.
1971 ersattes det gamla stenkolsbaserade pyrolysgasverket med ett modernt petroleumbaserat spaltgasverk, men under de senare decennierna av 1900-talet minskade dock antalet gasabonnenter kraftigt. Vid sekelskiftet 2000 fanns endast ca 80 000 abonnenter kvar.

## Nutid och framtid
Stockholm är inte anslutet till något naturgasnät och planer för en sådan anslutning finns för närvarande inte heller, även om idén om en anslutning till ett nordiskt naturgasnät (där Oslo, Stockholm, Göteborg och Malmö skulle kunna ingå) har funnits.
Stockholms stadsgas har varit på väg att avvecklas vid flera tillfällen sedan 1970-talet, men avvecklingen har hela tiden skjutits på framtiden. Den 1 januari 2008 bildades Stockholm Gas AB, som är ett helägt dotterbolag till Fortum Värme med cirka 80 000 kunder i Stockholm, Solna och Sundbybergs kommuner. I samband med detta beslutades att ersätta den petroleumbaserade stadsgasen med en ny miljövänligare stadsgas bestående av en blandning av naturgas/biogas och luft.
Biogas är ett biobränsle som bildas genom rötning av organiskt avfall. Biogas är i det närmaste koldioxidneutral, eftersom den mängd koldioxid som bildas vid förbränning är en del av kolcykeln. Detta betyder att koldioxidutsläppen inom en överskådlig tid balanseras av tillväxt i naturen och därför inte bidrar till växthuseffekten. En av stadens stora biogasproducenter är Stockholm Vatten och Avfall som under år 2000 i Henriksdals reningsverk, Bromma reningsverk och Loudden producerade sammanlagt 11,8 miljoner m³ biogas som användes till uppvärmning, elproduktion och som drivmedel till fordon.
I januari 2011 ägde bytet till den nya stadsgasen rum, och det gamla spaltgasverket i Värtan stängdes ner. Totalt hade då över 16 000 gasspisar och gaspannor bytts till apparater godkända för den nya stadsgasen.  Värtagasverket ersattes med en förgasningsanläggning i söderförorten Högdalen. Det nya gasverket i Högdalen består av en mottagningsstation för flytande naturgas (LNG) från Nynäshamns LNG-terminal, en förångare och en blandningsstation där hälften luft och hälften naturgas blandas till stadsgas och pumpas ut i det befintliga rörnätet. Mottagningsstationen består av två cisterner, som kan lagra 199 ton LNG. Det räcker för fyra dygns förbrukning vintertid. Leveranserna sker med tankbilar, som utgå från terminalen i Nynäshamn, dit den flytande naturgasen fraktas med fartyg. Ytterligare en blandningsstation finns i Södra Hammarbyhamnen. I takt med att mer biogas blir tillgänglig är tanken att den fjärrimporterade naturgasen ska bytas ut mot lokalproducerad biogas.
Gasnätet Stockholm AB äger gasnätet i Stockholmsområdet och ansvarar för utveckling, drift och underhåll av dem. Gasnätet består idag av ca 52 mil gasrör för stadsgas i Stockholm, Solna och Sundbyberg samt ett 4 mil långt fordonsgasnät. Den 1 januari 2015 avreglerades gasmarknaden i Stockholm. Stockholm Gas AB delades då upp i ett gashandelsbolag (Stockholm Gas AB) och ett nätbolag (Gasnätet i Stockholm AB). I dag fungerar gasmarknaden på samma sätt som elmarknaden.